# Fleuriste
 (juin 2024).
Si vous disposez d'ouvrages ou d'articles de référence ou si vous connaissez des sites web de qualité traitant du thème abordé ici, merci de compléter l'article en donnant les références utiles à sa vérifiabilité et en les liant à la section « Notes et références ».

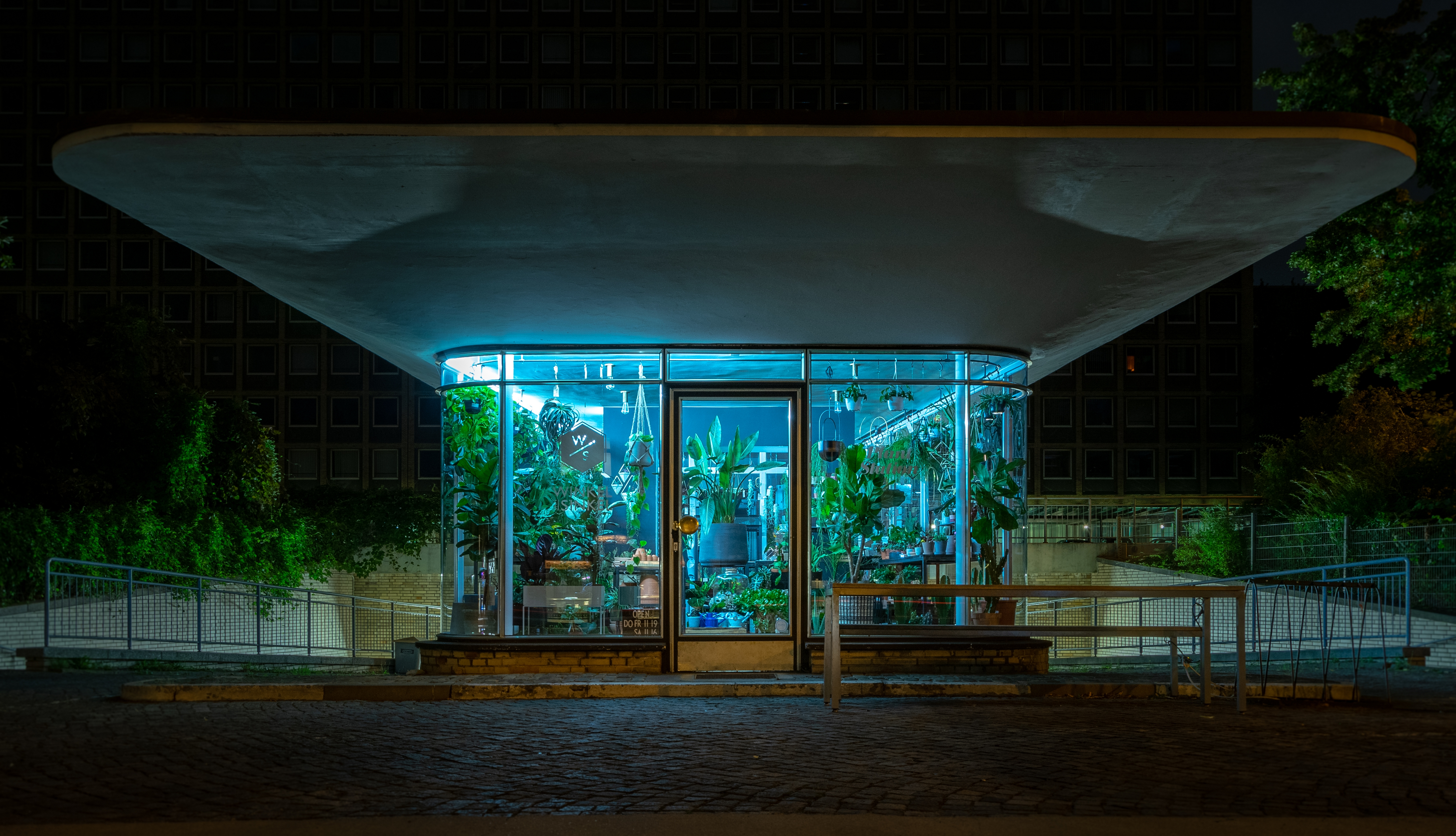
Ancienne station service reconvertie en fleuriste à Hambourg. Aout 2019.

Un fleuriste est un artisan spécialisé dans la vente de fleurs et la confection de bouquets de fleurs et d'assemblages appelés « compositions ».  
Il s'approvisionne chez un horticulteur ou chez un grossiste ou même « au cadran » principalement aux Pays-Bas. Il compose des bouquets et peut renseigner les clients sur les caractéristiques de chaque plante ou fleur.
Autrefois, le nom des fleuristes était « bouquetières », car à l’époque on vendait des petits bouquets sur le marché.

## Historique
La première boutique de fleuriste en France aurait été celle de Madame Prévost, ouverte au Palais-Royal à Paris en 1830. Dix ans plus tard Jules Lachaume ouvre une boutique rue de la Chaussée-d’Antin, puis en 1870 le magasin déménage rue Royale, et s'installe finalement en 2013, rue du Faubourg-Saint-Honoré.
En 2009, la France compte 14 000 boutiques de fleuristes qui s'approvisionnent pour 70 % aux Pays-Bas.

## Description du métier

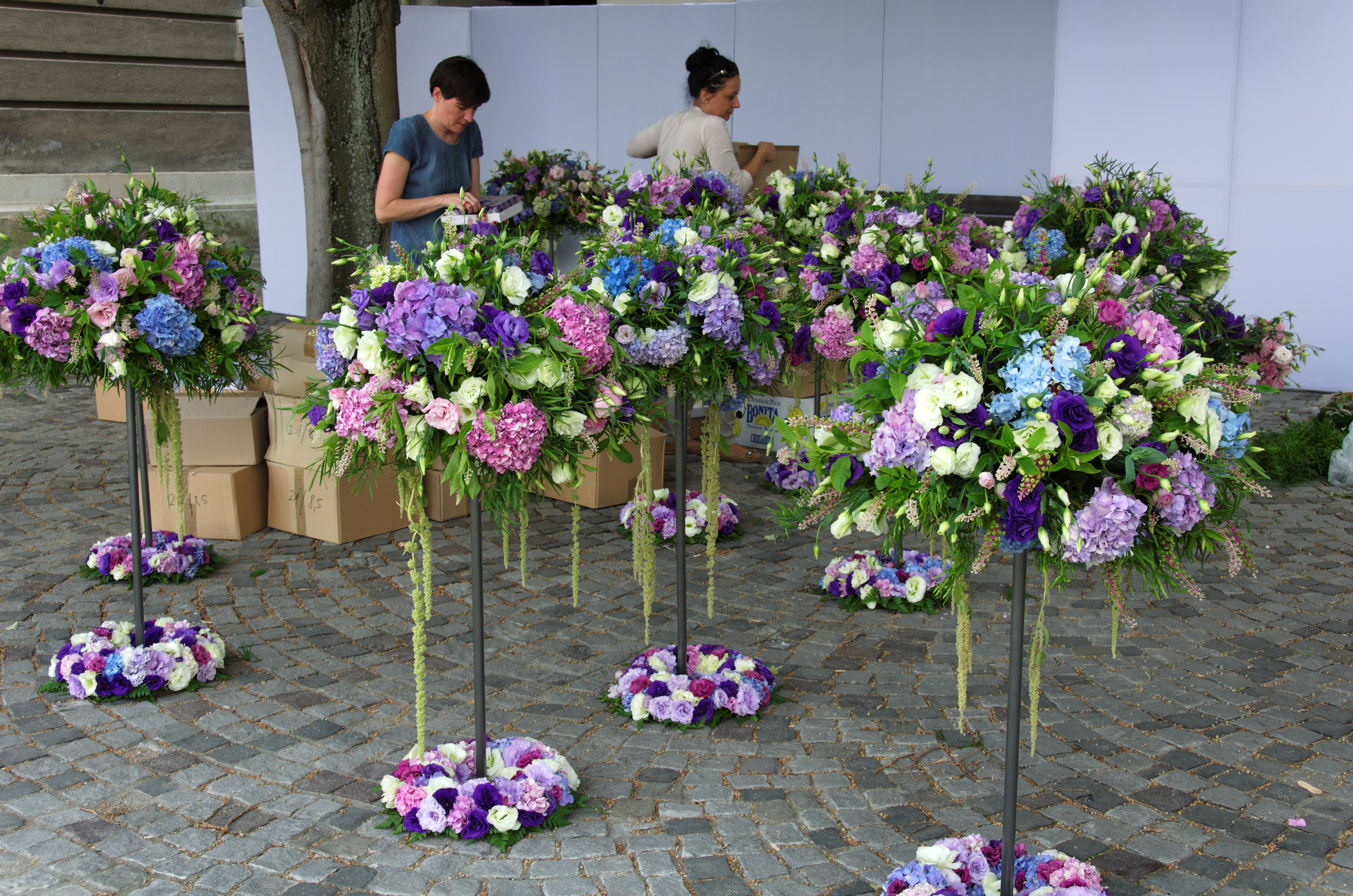
Réalisation de compositions florales pour décorer les tables d’un repas de mariage, Budapest

Le fleuriste crée des bouquets de fleurs coupées, réalise des compositions florales avec de vraies fleurs ou des fleurs artificielles et fait aussi des arrangements de plantes vertes. Pour cela, il commence par choisir et acheter des fleurs chez un grossiste ou sur des marchés spécialisés. Lorsqu'il les entrepose dans son magasin, il doit vérifier qu'elles sont dans de bonnes conditions de température, de lumière et d’humidité et doit savoir les nommer. Il doit savoir les réceptionner et les nettoyer, donc en prendre soin jusqu’à leur vente. Il doit connaître les procédures de conservation de ses fleurs coupées et aussi avoir une grande connaissance de l'entretien des plantes et fleurs qu'il détient dans son magasin.
D'autres occupations secondaires incombent également aux fleuristes, telles que le nettoyage et le rangement du point de vente, l'évaluation et la gestion des stocks, l'approvisionnement, les assemblages et associations de fleurs pour former des bouquets, etc.
Le fleuriste présente certaines de ses réalisations dans son magasin pour mettre en valeur son savoir-faire. Pour cela, il doit avoir une créativité importante et aimer la conception florale. Ce métier comporte alors deux aspects fondamentaux, l'un étant l'art floral, l'autre étant la vente.
Les outils de travail principalement utilisés par les fleuristes sont des sécateurs, cisailles (pour couper les fleurs) ou des désépinoirs (pour retirer les épines des roses).

## Types de fleuriste

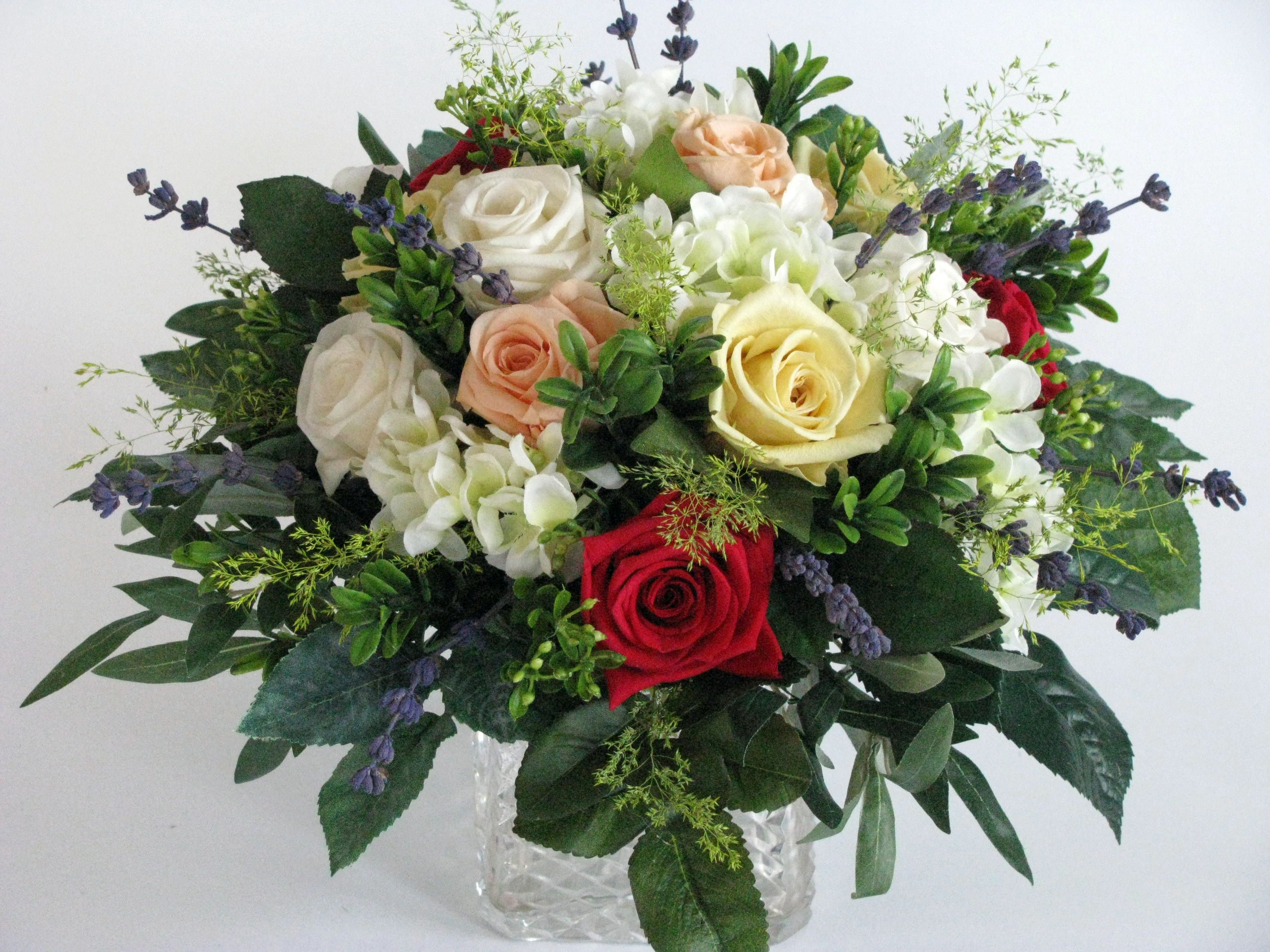
Bouquet des fleurs de soie avec des roses et des brins d’herbe stabilisés

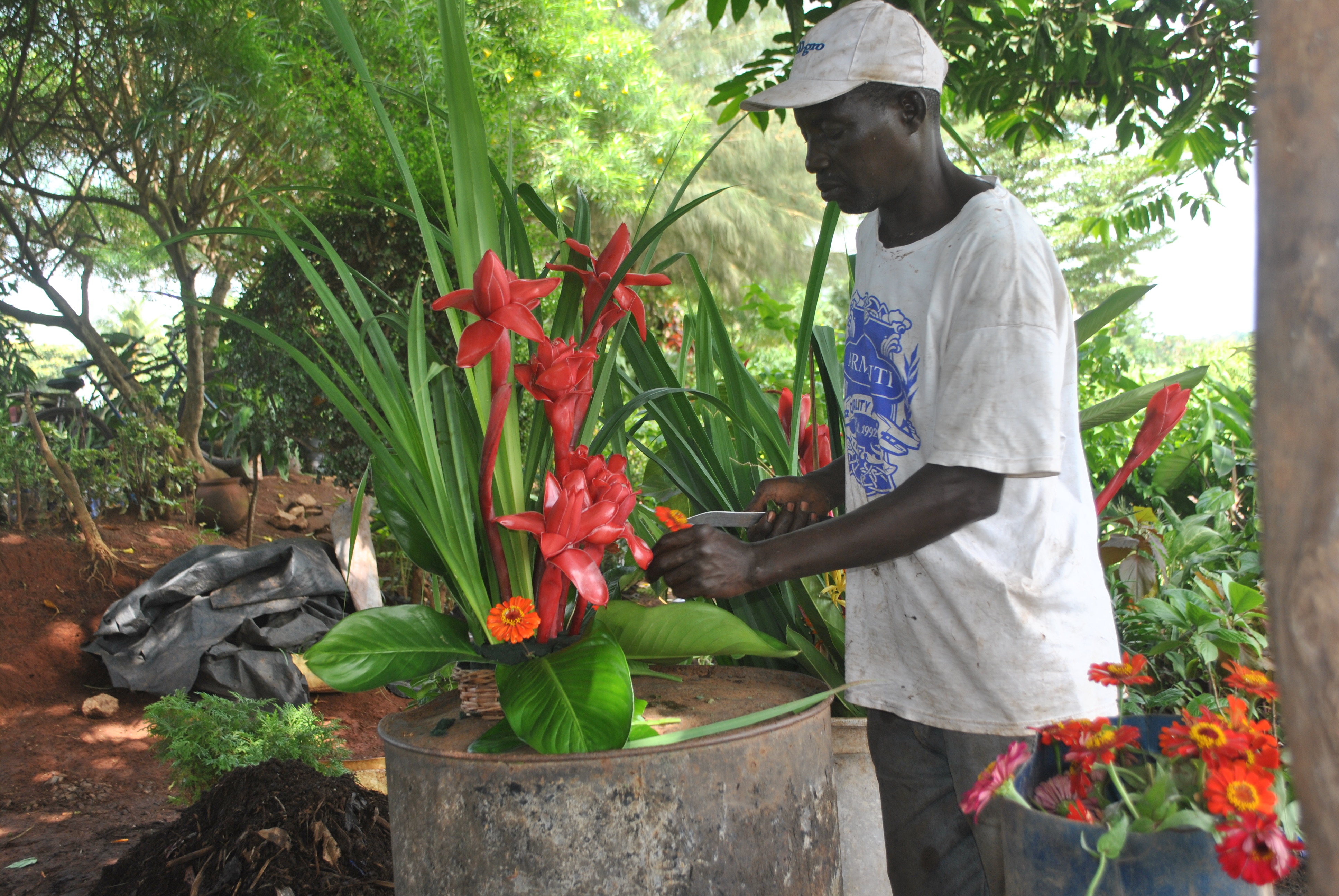
Un fleuriste dans la ville de Yamoussoukro (au centre de la Côte d'Ivoire)

On peut distinguer les fleuristes artisans qui sont des PME indépendantes non subordonnées à une autre structure, et les fleuristes franchisés, indépendants ou non, dont la politique commerciale est dictée par un franchiseur et qui propose des plantes standardisées. Les marques commerciales de fleuristes les plus connues fonctionnant sous forme de franchise. Il existe également des réseaux de fleuristes traditionnels indépendants qui se regroupent pour effectuer des transmissions florales : ces structures permettent de commander un bouquet, une plante ou une composition chez un membre du réseau, tandis qu'un autre fleuriste exécutera et livrera la commande.
À côté des fleuristes qui vendent des fleurs et plantes naturelles, il y a un petit nombre de gens qui font des bouquets de fleurs en assemblant des fleurs de soie ou des plantes artificielles : ce sont les fleuristes artificiels. Aujourd’hui, grâce aux méthodes de production moderne et distinguée, les fleuristes sont capables d’assembler des bouquets de fleurs artificielles qui peuvent tromper même les abeilles.
Dans Internet, se trouvent aussi des fleuristes dit « en ligne » qui proposent des fleurs à acheter « de chez soi » pour une livraison à domicile ayant pour modèle la vente par correspondance. Il s'agit, le plus souvent, d'extensions de boutiques, de réseaux ou de franchiseurs déjà présents avec un mode de vente classique.

## Niveaux de formation requis

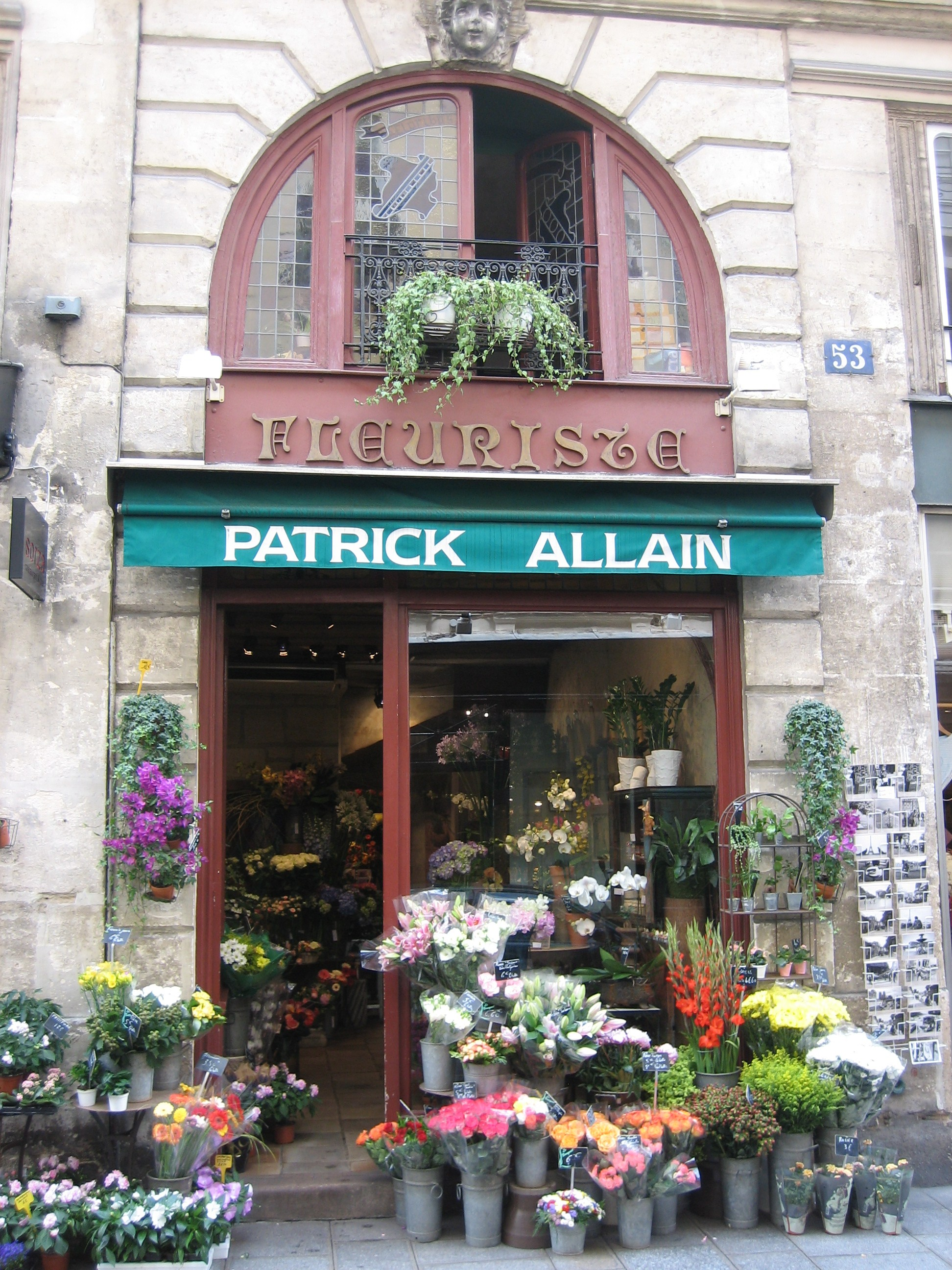
Le fleuriste Patrick Allain dans la rue Saint-Louis en l'Île, à Paris

Au Québec, un cours est donné dans différentes écoles d'Horticulture et d'agriculture. C'est un diplôme d'études professionnelles. Le cours est d'une durée de 9 mois soit 1 035 heures.
Il n’existe aucun diplôme obligatoire pour exercer le métier de fleuriste en France. Cependant, les études généralement suivies pour exercer ce métier sont :
- un certificat d'aptitude professionnelle[6] (CAP) fleuriste (débute après la 3e) : diplôme principal pour être fleuriste ;
- un brevet professionnel fleuriste : accessible aux titulaires du CAP.

Ces diplômes sont le plus souvent préparés en apprentissage.
Il est possible ensuite d'effectuer un brevet de maîtrise, délivrant le titre de maître artisan.
D'autre part, la formation à la gestion étant plus ou moins insuffisante lors des préparations à ces deux diplômes, les franchiseurs préfèrent confier leurs nouvelles boutiques à des professionnels issus de formations commerciales comme les écoles supérieures de commerce. Ces patrons non formés au métier de la fleur emploient des fleuristes diplômés à la fois pour effectuer la confection et la vente.
- Bac pro productions horticoles, spécialité productions florales,
- Bac pro conseil-vente en produits de jardin,
- Brevet professionnel fleuriste (créativité, gestion, comptabilité...) : pour des personnes possédant un CAP,
- BTSA productions horticoles : pour les responsables ou grossistes en horticulture,
- BTSA technico-commercial champ professionnel jardin et végétaux d'ornement : responsable en distribution et jardinerie.

## Évolution du métier
Un fleuriste peut devenir responsable d'un rayon floral en grande surface ou en magasin de jardinerie ou devenir conseiller technique de vente. Il peut aussi devenir patron et/ou propriétaire d'un magasin de fleurs.

## Syndicat professionnel français
- Synapses